# Nature Reviews Molecular Cell Biology
Nature Reviews Molecular Cell Biology — щомісячний рецензований журнал, який видається Nature Portfolio. Він був заснований у жовтні 2000 року і охоплює всі аспекти молекулярної та клітинної біології. Головний редактор — Кім Бауманн.
Відповідно до Journal Citation Reports, імпакт-фактор журналу на 2021 рік становить 113,915, що ставить його на 1 місце серед 194 журналів у категорії «Клітинна біологія».